# Sorter

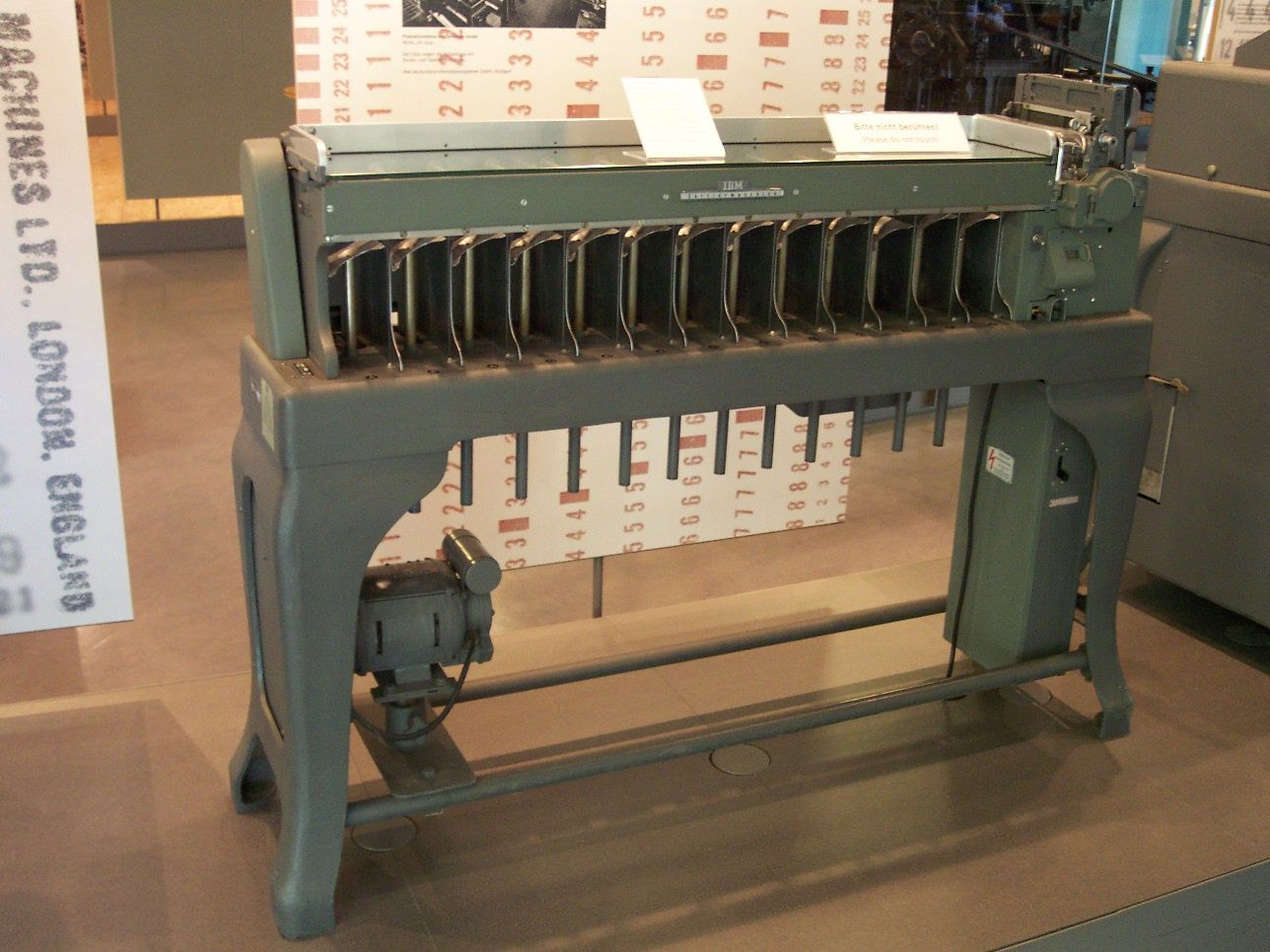
Sorter

Sorter (kolator) – maszyna licząco-analityczna dzieląca pakiet kart dziurkowanych na grupy, na podstawie zapisanych na kartach danych (najczęściej na 12 grup, zgodnie z liczbą wierszy na standardowej karcie Holleritha).

## Literatura
- Bronisław Obirek "Maszyny analityczne organizacja zmechanizowanego obrachunku" Wydawnictwo Naukowo Techniczne, Warszawa 1970 r.